# Svezia ai IV Giochi olimpici invernali
La Svezia partecipò ai IV Giochi olimpici invernali, svoltisi a Garmisch-Partenkirchen, Germania, dal 6 al 16 febbraio 1936, con una delegazione di 32 atleti impegnati in sette discipline.

## Medagliere

### Per discipline
| Sport                 | Oro | Argento | Bronzo | Totale |
| --------------------- | --- | ------- | ------ | ------ |
| Sci di fondo          | 2   | 1       | 2      | 5      |
| Salto con gli sci     | 0   | 1       | 0      | 1      |
| Pattinaggio di figura | 0   | 0       | 1      | 1      |
| Totale                | 2   | 2       | 3      | 7      |

### Medaglie
| Medaglia | Atleta                                                 | Sport                 | Evento                          |
| -------- | ------------------------------------------------------ | --------------------- | ------------------------------- |
| Oro      | Erik Larsson                                           | Sci di fondo          | 18 km maschile                  |
| Oro      | Elis Wiklund                                           | Sci di fondo          | 50 km maschile                  |
| Argento  | Sven Eriksson                                          | Salto con gli sci     |                                 |
| Argento  | Axel Wikström                                          | Sci di fondo          | 50 km maschile                  |
| Bronzo   | Vivi-Anne Hultén                                       | Pattinaggio di figura | Pattinaggio di figura femminile |
| Bronzo   | Nils-Joel Englund                                      | Sci di fondo          | 50 km maschile                  |
| Bronzo   | John Berger Erik Larsson Arthur Häggblad Martin Matsbo | Sci di fondo          | Staffetta maschile              |